# Лучелница
Лучелница је насељено место у саставу општине Писаровина у Загребачкој жупанији, Хрватска. До територијалне реорганизације у Хрватској налазила се у саставу старе општине Јастребарско.

## Становништво
На попису становништва 2011. године, Лучелница је имала 298 становника.

## Попис1991.
На попису становништва 1991. године, насељено место Лучелница је имало 402 становника, следећег националног састава:
| Попис 1991.‍  | Попис 1991.‍  | Попис 1991.‍ | Попис 1991.‍ | Попис 1991.‍ |
| ------------ | ------------ | ----------- | ----------- | ----------- |
|              |              |             |             |             |
| Хрвати       | Хрвати       |             | 399         | 99,25%      |
| неопредељени | неопредељени |             | 3           | 0,74%       |
| укупно: 402  |              |             |             |             |